# Scelolophia nycteis
Scelolophia nycteis là một loài bướm đêm trong họ Geometridae.